# Thomas Kaufmann (Kirchenhistoriker)

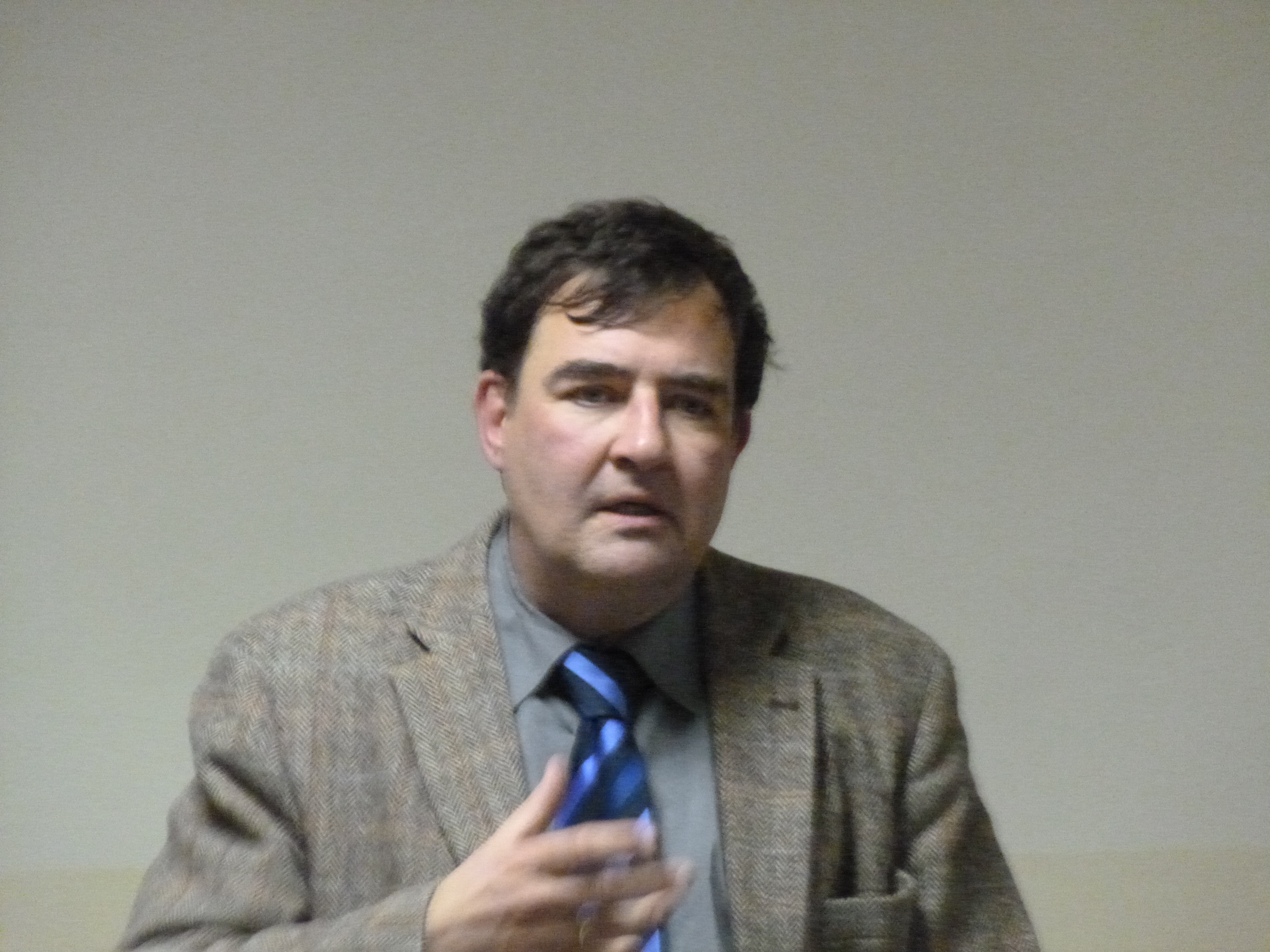
Thomas Kaufmann (2015)

Thomas Kaufmann (* 29. März 1962 in Cuxhaven) ist ein deutscher evangelischer Theologe und Kirchenhistoriker mit den Schwerpunkten Reformation und Frühe Neuzeit. Zudem ist er seit 2016 Abt des Klosters Bursfelde.

## Leben
Thomas Kaufmann legte 1981 das Abitur in Cuxhaven ab. Von 1981 bis 1987 studierte Kaufmann Evangelische Theologie an der Westfälischen Wilhelms-Universität Münster, der Eberhard Karls Universität Tübingen und der Georg-August-Universität Göttingen. Im Jahre 1987 legte er das erste theologische Examen an der Universität Hannover ab. Von 1988 bis 1989 war er Repetent der Landeskirche an der Evangelischen-Theologischen Fakultät Göttingen. Von 1989 bis 1993 war er Wissenschaftlicher Mitarbeiter bei Bernd Moeller in Göttingen. Dort wurde er 1990 mit der Arbeit Die Abendmahlstheologie der Straßburger Reformatoren bis 1528 promoviert. Kaufmann war von 1993 bis 1994 Wissenschaftlicher Assistent an der Evangelisch-Theologischen Fakultät Göttingen. Die Habilitation erfolgte 1994 für Kirchengeschichte in Göttingen.
Im Jahr 1996 wurde er Professor für Kirchengeschichte an der Universität München. Kaufmann trat 2000 die Nachfolge von Bernd Moeller an und lehrt seitdem als Professor für Kirchengeschichte an der Universität Göttingen. Im Studienjahr 2000/01 war er Directeur d’études in der religionswissenschaftlichen Sektion der École pratique des hautes études. Kaufmann war von 2003 bis 2005 Dekan der Theologischen Fakultät der Universität Göttingen. Berufungen auf Professuren für Kirchengeschichte an die Universität Basel (2005) und an die Universität Erlangen (2011) lehnte er ab. Kaufmann ist seit 2002 ordentliches Mitglied der Akademie der Wissenschaften zu Göttingen. Von 2012 bis 2016 war er deren Erster Vizepräsident und Vorsitzender der Philologisch-Historischen Klasse. Seit 2011 ist er Vorsitzender des Vereins für Reformationsgeschichte. Am 5. Mai 2016 übernahm Kaufmann von Joachim Ringleben das Amt des Abts des Klosters Bursfelde, das von einem Theologieprofessor aus Göttingen versehen wird. Im Juni 2024 übernahm er die wissenschaftliche Gesamtleitung der Niedersächsischen Staats- und Universitätsbibliothek Göttingen.
Er ist mit Antje Roggenkamp verheiratet und hat drei Kinder.

## Forschungsschwerpunkte

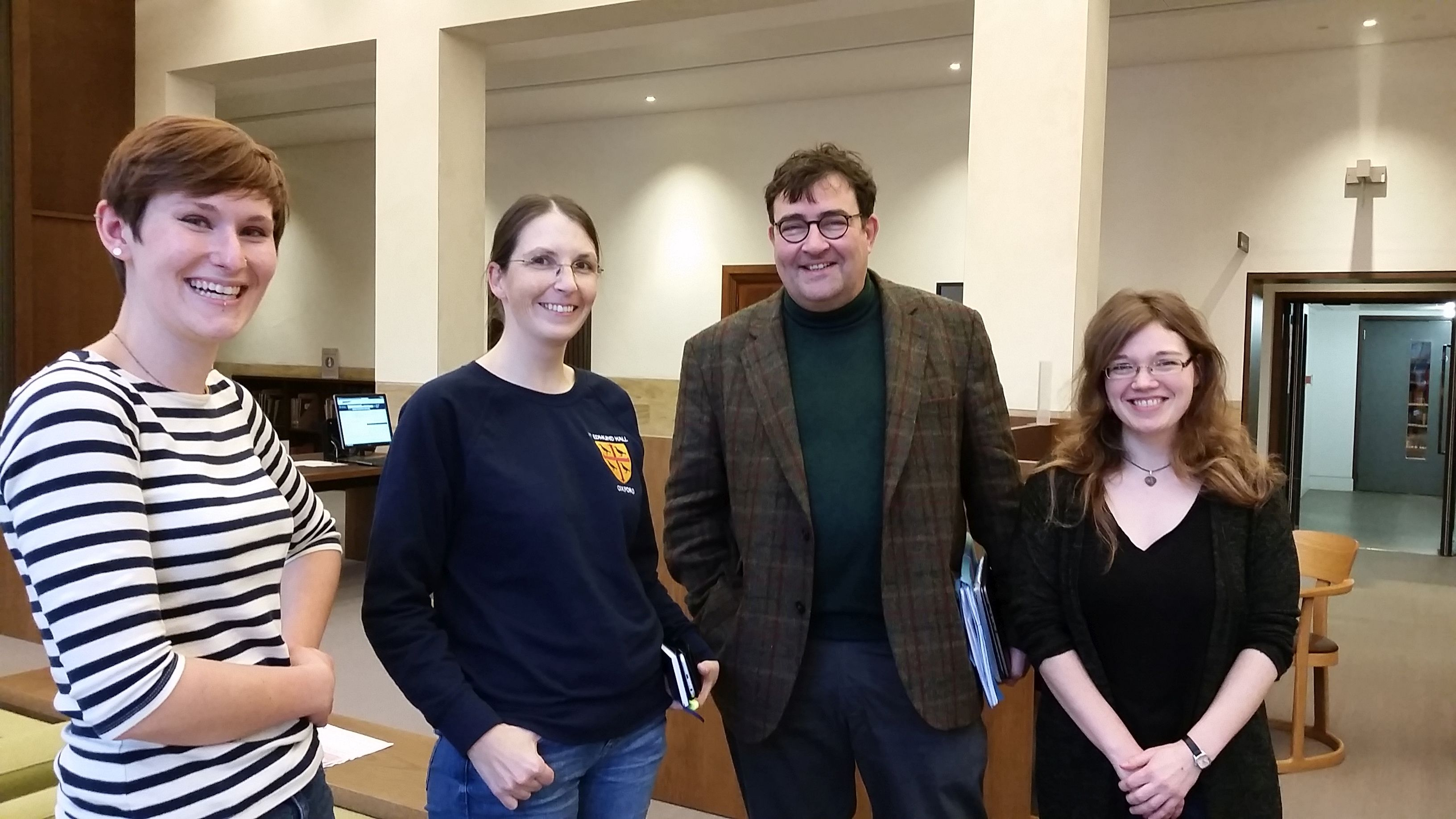
Thomas Kaufmann während einer Diskussion mit Studierenden bei einem buchgeschichtlichen Seminar in Oxford 2017

Seine Forschungsschwerpunkte sind die Kirchen-, Theologie- und Christentumsgeschichte in Reformation und Früher Neuzeit. Kaufmann veröffentlichte eine Biographie über Martin Luther und eine Geschichte der Reformation in Deutschland unter dem Titel Erlöste und Verdammte, die 2017 mehrere Wochen auf der Spiegel-Bestseller-Liste geführt wurde. Während der Reformationsdekade (2008–2017) kommentierte Kaufmann den Kurs der Evangelischen Kirche in Deutschland (EKD) kritisch und drängte auf seines Erachtens angemessene historische Einordnungen. Er war daher prominent am sogenannten Reformationsdeutungs-Streit beteiligt. Für die öffentlich-rechtlichen Medien und zahlreiche Zeitungen und Zeitschriften ist er ein gefragter Kommentator und Interviewpartner.
Die Erforschung der Beziehungen des Christentums zu Judentum und Islam in der Frühen Neuzeit ist Kaufmann seit Jahren ein besonderes Anliegen. Zu Luthers Verhältnis zu den Juden hat er viel beachtete, in mehrere europäische Sprachen übersetzte Bücher vorgelegt.

## Ehrungen
Am 13. Januar 2017 wurde Kaufmann zum theologischen Ehrendoktor an der Det teologiske Menighetsfakultet, der Norwegian School of Theology, in Oslo ernannt. Er wurde von der Osloer Hochschule für seine Forschungen auf dem Gebiet der Reformationsgeschichte ausgezeichnet. Im skandinavischen Raum fand vor allem Kaufmanns Interpretationskonzept der lutherischen Konfessionskultur große Beachtung. Im September 2017 erhielt er zudem die philosophische Ehrendoktorwürde der Universität Oslo. Die von ihm als Fachberater begleitete und zum Luther-Jahr gesendete dreiteilige „Terra X“-Reihe Der große Anfang – 500 Jahre Reformation wurde 2018 mit dem Deutschen Fernsehpreis in der Kategorie „Bestes Infotainment“ ausgezeichnet. Für 2020 erhielt Kaufmann einen Gottfried Wilhelm Leibniz-Preis. Im selben Jahr wurde er als Auswärtiges Mitglied in die British Academy gewählt.

## Schriften (Auswahl)
- Die Abendmahlstheologie der Straßburger Reformatoren bis 1528 (= Beiträge zur historischen Theologie. Band 81). Mohr Siebeck, Tübingen 1992, ISBN 3-16-145817-6 (zugleich Dissertation, Universität Göttingen 1990).
- Universität und lutherische Konfessionalisierung. Die Rostocker Theologieprofessoren und ihr Beitrag zur theologischen Bildung und kirchlichen Gestaltung im Herzogtum Mecklenburg zwischen 1500 und 1675 (= Quellen und Forschungen zur Reformationsgeschichte. Band 66). Gütersloher Verlagshaus, Gütersloh 1997, ISBN 3-579-01734-9 (zugleich Habilitationsschrift, Universität Göttingen 1994).
- Das Ende der Reformation. Magdeburgs „Herrgotts Kanzlei“ (1548–1551/2) (= Beiträge zur historischen Theologie. Band 123). Mohr Siebeck, Tübingen 2003, ISBN 3-16-148171-2.
- Der Anfang der Reformation. Studien zur Kontextualität der Theologie, Publizistik und Inszenierung Luthers und der reformatorischen Bewegung (= Spätmittelalter, Humanismus und Reformation. Band 67). Mohr Siebeck, Tübingen 2012, ISBN 3-16-150771-1.
- Konfession und Kultur. Lutherischer Protestantismus in der zweiten Hälfte des Reformationsjahrhunderts (= Spätmittelalter und Reformation. Texte und Untersuchungen. Band 29). Mohr Siebeck, Tübingen 2006, ISBN 3-16-149017-7.
- „Türckenbüchlein“. Zur christlichen Wahrnehmung „türkischer“ Religion in Spätmittelalter und Reformation (= Forschungen zur Kirchen- und Dogmengeschichte. Band 97). Vandenhoeck & Ruprecht, Göttingen 2008, ISBN 978-3-525-55222-3.
- Thomas Müntzer, „Zwickauer Propheten“ und sächsische Radikale. Eine quellen- und traditionskritische Untersuchung zu einer komplexen Konstellation: Reinhard Schwarz zum 80. Geburtstag gewidmet (= Veröffentlichungen der Thomas-Müntzer-Gesellschaft. Band 12). Thomas-Müntzer-Gesellschaft, Mühlhausen 2010, ISBN 978-3-935547-35-2.
- Geschichte der Reformation. 2. Auflage. Verlag der Weltreligionen im Insel Verlag, Frankfurt am Main u. a. 2010, ISBN 978-3-458-71024-0 (Friedrich Wilhelm Graf: Rezension. In: Die Zeit, Nr. 1/2010).
  - Geschichte der Reformation in Deutschland. Suhrkamp, Berlin 2016, ISBN 978-3-518-42541-1 (ergänzte und um einen Epilog erweiterte Neuausgabe).
- Martin Luther. 5. Auflage. Beck, München 2017, ISBN 978-3-406-50888-2.
- Luthers „Judenschriften“. Ein Beitrag zu ihrer historischen Kontextualisierung. 2. durchgesehene Auflage. Mohr Siebeck, Tübingen 2013, ISBN 978-3-16-150772-4.
- Luthers Juden. 3. durchgesehene Auflage. Reclam, Stuttgart 2017, ISBN 3-15-010998-1.
- Erlöste und Verdammte. Eine Geschichte der Reformation. 4. Auflage. Beck, München 2017, ISBN 978-3-406-69607-7.
- Reformation. 100 Seiten. 2. Auflage. Reclam, Stuttgart 2017, ISBN 978-3-15-020430-6.
- Die Mitte der Reformation. Eine Studie zu Buchdruck und Publizistik im deutschen Sprachgebiet, zu ihren Akteuren und deren Strategien, Inszenierungs- und Ausdrucksformen (= Beiträge zur historischen Theologie. Band 187). Mohr Siebeck, Tübingen 2019, ISBN 978-3-16-156606-6.
- Die Täufer. Von der radikalen Reformation zu den Baptisten (= beck wissen. Band 2897). Beck, München 2019, ISBN 978-3-406-73866-1.
- „Hier stehe ich“. Luther in Worms – Ereignis, mediale Inszenierung, Mythos. Hiersemann, Stuttgart 2021, ISBN 978-3-7772-2101-4.
- Die Druckmacher. Wie die Generation Luther die erste Medienrevolution entfesselte. Beck, München 2022, ISBN 978-3-406-78180-3.[4]
- Der Bauernkrieg. Ein Medienereignis. Herder, Freiburg im Breisgau 2024, ISBN 978-3-451-39028-9.